# Glypta adornata
Glypta adornata är en stekelart som beskrevs av Dasch 1988. Glypta adornata ingår i släktet Glypta och familjen brokparasitsteklar. Inga underarter finns listade i Catalogue of Life.